# Дом Бергманових
Дом Бергманових је југословенски филм из 1987. године. Режирао га је Миљенко Дерета, а сценарио је писао Ненад Прокић.

## Улоге
| Глумац             | Улога   |
| ------------------ | ------- |
| Светозар Цветковић | Данијел |
| Драган Деспот      |         |
| Гордана Ђурђевић   |         |
| Предраг Ејдус      | Леон    |
| Мира Фурлан        | Лаура   |
| Мирјана Карановић  | Ана     |
| Вук Костић         | Ајакс   |
| Свен Ласта         | Семјон  |
| Ирфан Менсур       | Бари    |
| Рената Улмански    | Алиса   |
| Стево Жигон        | Конрад  |